# 外交関係に関するウィーン条約
外交関係に関するウィーン条約（がいこうかんけいにかんするウィーンじょうやく、フランス語: Convention de Vienne sur les relations diplomatiques、英語: Vienna Convention on Diplomatic Relations、ドイツ語: Winer Übereinkommen über diplpmatische Beziehungen) は、外交関係に関する基本的な多国間条約であり、外交関係の開設、外交使節団の特権（外交特権）等について規定する。内容の大部分は国際慣習法として確立した規則を明文化したものである。
常駐外交使節に関する規則は古くから国際慣習法として確立しており、ヨーロッパ諸国の間では1815年のウィーン規則および1818年のエクス・ラ・シャペル規則として外交使節の階級および席次に関する成文法が締結されていた。
このような状況の下、外交特権を含む外交関係全般に関する規則を成文化するため、国連国際法委員会における検討によりこの条約の草案が作成され、1961年のウィーン会議で採択された。

## 構成

### 条文
第1条定義
第2条-第19条外交関係の開設、外交使節団の派遣・接受・席次等
第20条-第42条外交使節団およびその構成員に係る便益、特権及び免除
第43条-第47条外交官の任務の終了・退去および外交関係断絶等の際の利益保護
第48条-第53条本条約の批准・加入等

### 選択議定書
この条約に併せて、「紛争の義務的解決に関する選択議定書」と、「国籍の取得に関する選択議定書」（日本は未加入）が採択され、日本は1962年に署名、1964年に批准した。
前者は、この条約の解釈または適用から生じる紛争を国際司法裁判所の義務的管轄の範囲内に属するものとし、一方当事国の請求により国際司法裁判所に付託することができる旨を定める。

## 備考
日本の官報で公布されたこの条約の日本語文の第9条1の中段には、本来「派遣国は」と表記すべきところ、官報の誤植により「派遣団は」とされた部分がある。ただし、官報への公布の前提となる国会の承認手続における審査・審議段階での議案の原稿（こちらも官報号外の一種である国会会議録に掲載）では正しく「派遣国は」となっており、これにより国会承認は本来の字句で得ていること、また、当該公布の原本である「御署名原本」でも正しく「派遣国は」となっており、当該誤字が政府作成の原稿に起因するものでもなく官報印刷段階での技術的な誤植であることが明白で、かつ、この条約において日本語条文は正文ではない（日本国内では公的に通用するが多国間条約としての国際的な効力にはこの日本語誤字の影響は及ばない）こともあり、この条約の当該部分を報道・学術その他の場で引用表記する際は、官報公布の誤字によらず、御署名原本上の表記であり条約正文に対する適切な訳語でもある「派遣国は」とするのが通例であった。
上記誤りは、2008年7月9日に官報の正誤訂正欄で印刷誤りとして字句訂正が行われた。